# 陆文夫
陆文夫（1927年3月23日—2005年7月9日），男，江苏泰兴人，中华人民共和国作家，曾任中国作家协会名誉副主席、江苏省作家协会名誉主席，苏州市文联名誉主席，《苏州杂志》主编等。

## 生平
1948年高中毕业后，到苏北解放区参加革命。1949年随军南下，任新华社苏州分社采访员、《新苏州报》记者、工业组长等。1988年开始直到去世前，一直致力于主编《苏州杂志》。
2005年7月9日于苏州逝世。

## 作品
陆文夫作品题材大都以苏州风情为主，被人冠以“陆苏州”的雅号。主要作品有《美食家》、《小巷深处》、《老苏州》等。其中《美食家》是他最著名的代表作，引起极大共鸣，它的出现标志着一种传统精神的觉醒。部分作品还被翻译成为外文。

## 著作（部分）
- 1953年

《移风》（处女作）
- 1955年

《荣誉》发表于《文艺月报》1955年第2期（短篇小说）
- 1956年

《荣誉》新文艺出版社（短篇小说集）
《小巷深处》发表于《萌芽》 1956 年第10 期（短篇小说）
- 1961年

《葛师傅》发表于《人民文学》1961年第1、2期合刊（短篇小说）
- 1963年

《二遇周泰》发表于《人民文学》1963年第1期（短篇小说）
- 1964年

《二遇周泰》由上海文艺出版社出版（短篇小说集）
- 1978年

《献身》发表于《人民文学》1978年第4期,获1978年全国优秀短篇小说奖（短篇小说集）
- 1979年

《崔大成小记》发表于《钟山》1979年第1期（短篇小说）
《特别法庭》发表于《上海文学》1979年第6期（短篇小说集）
《小巷深处》和《平原的颂歌》收入上海文艺出版社编辑出版的《重放的鲜花》
- 1980年

《小巷深处》由上海文艺出版社出版（短篇小说集）
《小贩世家》发表于《雨花》1980年第1期，获1980年全国优秀短篇小说奖（短篇小说）
《有人敲门》人民文学出版社（中篇小说）
- 1982年

《小说门外谈》由花城出版社出版。
《特别法庭》由花城出版社出版（短篇小说集）
- 1983年

《美食家》发表于《收获》1983年第1期，获第三届全国优秀中篇小说奖（中篇小说）
《围墙》发表于《人民文学》1983年第2期，获1983年全国优秀短篇小说奖（短篇小说）
- 1984年

《小巷人物志》第一集由中国文联出版公司出版（小说集）
《门铃》发表于《人民文学》1984年第10期,获《小说月报》首届百花奖（短篇小说）
《围墙》由百花文艺出版社出版（短篇小说集）
- 1986年

《小巷人物志》第二集由中国文联出版公司出版（小说集）
- 1987年

《清高》（短篇小说）
《故事法》（中篇小说）
《陆文夫代表作》黄河文艺出版社（中·短篇小说集）
- 1991年

《陆文夫》人民文学出版社（中·短篇小说集）
- 1992年

《享福》（中篇小说）
- 1995年

《壶中日月》春风文艺出版社（散文集）
《人之窝》上海文艺出版社（获得江苏省首届紫金山文学奖）（长篇小说）
- 1998年

《秋钓江南》出版（散文集）
- 2000年

《姑苏之恋》出版，获江苏省散文佳作一等奖（散文集）
- 2006年

《深巷的琵琶声》由上海文艺出版社出版
《美食家》图文本单行本由古吴轩出版社出版。

### 文集
- 《陆文夫选集》（共2卷）1986 百花文艺出版社
- 《陆文夫文集》（共5卷）2006 古吴轩出版。第一卷为长篇小说《人之窝》；第二卷为中篇小说集，收《美食家》等作品；第三卷为短篇小说集，收《小巷深处》等作品；第四卷、第五卷则为散文、随笔。
- 《陆文夫散文》，人民文学出版社 2007-03
- 《陆文夫小说选》，江苏文艺出版社 2009-09